# Великово (област Стара Загора)
 За другото българско село с име Великово вижте Великово (Област Добрич).  
Великово е село в Южна България, област Стара Загора, община Гълъбово.
Старото име на селото до 30-те години на миналия век е Кърмълии.
1. ↑  www.grao.bg